# Счастливое (Полтавская область)
Счастливое (укр. Щасливе, до 2016 г. — Червоное) — село, Таверовский сельский совет, Полтавский район (Полтавская область), Полтавская область, Украина.
Код КОАТУУ — 5325483205. Население по переписи 2001 года составляло 248 человек.

## Географическое положение
Село Счастливое находится в 5-и км от левого берега реки Коломак, в 3-х км от села Василевка.
По селу протекает пересыхающий ручей с запрудой. Рядом проходит автомобильная дорога Т-1722.

## История
- 2004 — изменён статус с «посёлок» на «село».
- 2016 — изменёно название села с «Червоное» на «Счастливое».